# 愛貝克思集團
愛貝克思集團是日本一家以音樂娛樂為中心的綜合企業，1988年4月11日創立，最初由一間小型唱片公司發展而來。其品牌之英文名稱「AVEX」來自「Audio Visual Expert」。其進入華语市場之初，使用「艾迴」做為正式中文譯名，至2009年改採現名。
自1990年代起，愛貝克思因著旗下藝人在J-POP市場的賣座，一舉在日本音樂業界躍居領導地位，至今仍是日本主要唱片公司之一。近年風靡各地的日本歌手中，有不少是出自其旗下。進入2000年代後，愛貝克思開始拓展海外市場，簽下了多名外國歌手。

## 簡歷
- 1987年

愛貝克思第二代企業標誌（2000年1月至2017年10月）

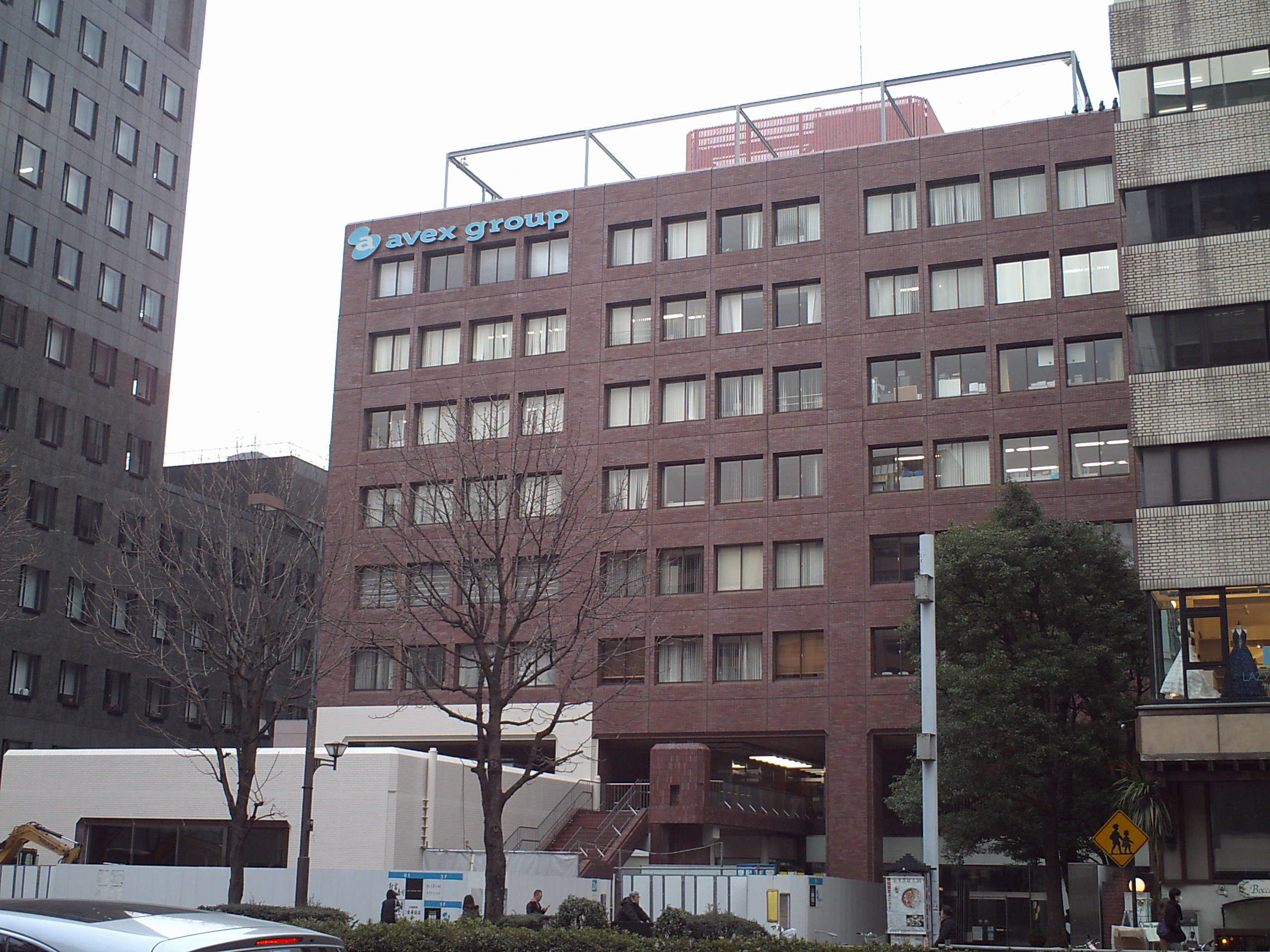
2000年至2014年愛貝克思本社（東京都港區南青山）

  - 10月 - 由松浦勝人（日语：松浦勝人）等數人於東京都町田市創業。

- 1988年
  - 4月11日 - 成立法人。同時，松浦勝人創立「avex・ディー・ディー株式会社」，當初只是進口唱片並轉售批發的公司。

- 1989年
  - 迎來另外兩人依田巽（日语：依田巽）與角松敏生（日语：角松敏生）為三名創始經營者。

- 1990年
  - 9月 - 創立品牌「avex trax」，開始進行唱片製作，當時動感舞蹈系的音樂正蓬勃發展。

- 1991年
  - 迎來了著名音樂製作人小室哲哉。之後在1993年至1997年間，小室家族藝人如TRF、globe、安室奈美惠之巨大成功，構築了愛貝克思今日的骨架。

- 1992年
  - 以橢圓形中央加小寫字母「a」為公司標誌。

- 1993年
  - 5月 - 總公司移到港區南青山。
  - 9月 - 依田巽就任會長。
  - 12月 - 成立新的唱片部門「株式会社cutting edge」。

- 1995年
  - 4月 - 依田巽會長兼任董事長。

- 1997年
  - 4月 - 將cutting edge合併到「avex・ディー・ディー株式会社」。
  - 10月 - 成立獨自的販賣流通公司「株式会社avex・ディストリビューション」。（啟用於隔年4月1日）

- 1998年
  - 迎來濱崎步為主力歌手之一，並再度取得巨大成功。
  - 4月 - 將「avex 股份有限公司」（1973年6月1日設立登記）與「avex・ディー・ディー株式会社」合併。
  - 7月 - 在臺灣臺北市成立愛貝克思股份有限公司（時名「艾迴股份有限公司」）。

- 1999年
  - 11月 - 開始參與動畫製作事業。
  - 12月 - 於東京證券交易所市場第一部正式上市。

- 2000年
  - 1月 - 採用新的標誌（LOGO）。
  - 2月 - 將委託給東芝EMI販賣的品牌「Cutting edge」移回給「株式会社avex・ディストリビューション」。
  - 10月 - 在東京都澀谷區開設以發掘育成新藝人、新演員為目的的Avex Artist Academy。

- 2002年
  - 1月 - 為管理和統轄「愛貝克思亞洲有限公司（香港）」及「愛貝克思股份有限公司（台灣）」為目的，香港的「愛貝克思亞洲控股有限公司」開始營業。
  - 3月 - 開始發行Copy Control CD（日语：Copy Control CD），但由於受到業界廣汎批評，在2004年下半年停用。

- 2003年
  - 因CD市場的縮小，持續10餘年的快速成長率停止了，甚至轉為些微的負成長。

- 2004年
  - 8月 - 事任會長兼董事長依田巽與創辦人松浦勝人理念發生嚴重不合，松浦發表辭職。然而與松浦關係良好之旗下藝人（以濱崎步為首）全力支持松浦。此事造成造成股價大跌，輿論暴動。最後，依田巽辭任董事長，由松浦勝人接任（參考爭議事件一節）。
  - 10月 - 因公司分立，轉為控股公司體制：將愛貝克思株式會社分為「愛貝克思集團控股公司」和新公司「愛貝克思株式會社」（2005年4月改名為Avex Entertainment Inc.，現為合併結算子公司）。

- 2005年
  - 力捧倖田來未轉型為主力歌手之一，並取得巨大成功。
  - 4月1日  - 「avex株式会社」與「Avex Entertainment株式会社」進行商號變更。同時繼承了「株式会社アクシヴ」的藝人經紀業務。音楽軟體販賣為「avex・marketing・communication株式会社」（同日也將「株式会社avex・ディストリビューション」變更商號。現名為「avex・marketing株式会社）」。）
  - 6月，正式開始行動電話的會員付費音樂傳輸服務「mu-mo」，另外Avex Network Inc.獲得Para.TV Inc.的股份，將其子公司化。
  - 7月14日 - avex提供歌曲給蘋果公司所出資成立的「itunes 株式会社」於「iTunes Store」供人付費下載。

- 2006年
  - 11月，在中國成立合資企業「愛貝克思音樂影像製作（中國）有限公司」。

- 2007年
  - 6月，為強化藝人經紀業務，在Avex Entertainment Inc.新開設藝能事業部。

- 2009年
  - 1月9日，進行華語圈的商號變更，由「艾迴」變更為「愛貝克思」，因為後者更貼近英文名「AVEX」的發音，其有效範圍包括中國大陸、香港、台灣等市場。
  - 8月3日，與所屬藝人（因毒品案遭逮捕的）押尾學解除契約。

- 2010年
  - 2月1日，賣出東方神起所屬的經紀公司SM Entertainment的所有股份。賣出股利約7億8300萬日圓。
  - 4月，愛貝克思進行大幅度改變經營體制。有6名董事辭職，而現有的共13人的董事會將從松浦勝人社長以下減少至7人。 因為海外事業的不景，2009年3月年結的業績最終將是赤字。松浦勝人仍將繼續擔任社長，但是有負責企畫的6名專務董事辭職。6月下旬的股東總會決定通過後，將有三名董事分別擔任財務、戰略、事業等方面的總裁，輔佐松浦的工作。另外愛貝克思將轉變成「普通控股公司」，主要負責集團的戰略方案、投資等。而音樂出版等一部分事業將分割，並將許可權轉讓給子公司。音樂、娛樂市場的競爭激烈之中，控股母公司將在對新事業的投資與經營資源方面進行有效分配。2007年開始正式進軍中國的事業，但遭受損失，也是本次改變經營體制的原因之一。

- 2012年
  - 2月1日，在上海成立全額出資企業「愛貝克思文化傳播（上海）有限公司」。
  - 4月1日，愛貝克思文化傳播（上海）有限公司正式開始営業。

- 2013年
  - 9月30日，總公司將於2014年1月1日重編海外子公司體制，愛貝克思國際控股（Avex International Holdings Ltd.）及旗下的愛貝克思香港（Avex Hong Kong Ltd.）將結業，愛貝克思夏威夷（Avex Hawaii, Inc.）、愛貝克思上海（Avex Shanghai Co., Ltd.）將变为休眠公司，愛貝克思台灣（Avex Taiwan Inc.）與愛貝克思上海（Avex Shanghai Co., Ltd.）將成为今年7月设立的愛貝克思新加坡國際控股（Avex International Holdings Singapore Pty Ltd.）的子公司[1]。

- 2014年
  - 10月1日，因應位於東京南青山的總部大樓改建[2]，總公司暫時遷移至位於六本木的泉花园大厦36樓。

- 2017年
  - 11月1日，啟用第三代企業標誌，並將公司登記地址遷至位於港區南青山的新總部大樓[3]。
  - 12月1日，新總部大樓完工啟用[4]。

- 2020年
  - 5月15日，從2004年起出任集團董事長兼會長的松浦勝人宣佈，爲了「專注培養新一代的音樂人才」，將於6月的股東大會結束后辭任集團董事長[5]。
  - 與三麗鷗在新加坡合資成立「SANRIO SOUTH EAST ASIA PTE. LTD.」，在東南亞地區進而推廣授權三麗鷗的業務。於2021年開始營業[6]

## 所屬歌手
以下記述為集團主要藝人（註：以下包含代理發行作品的藝人）

| 日語 avex trax 更多 ： avex trax 濱崎步 大塚愛 片瀬那奈 嘉陽愛子 笹川美和 島谷瞳 鈴木亞美 （瀧與翼） 伴都美子 AAA alan（阿兰·达瓦卓玛） 岡田奈々 BoA （寶兒） BREATH Da-iCE D-LOOP dream Do As Infinity dream5 Every Little Thing （小事樂團） French Kiss GIRL NEXT DOOR HΛL Kids Alive JONTE （鐘泰） misono MOON CHILD shela （榭拉） SHINee sifow SKE48 Super Junior U-KISS SweetS 玉木宏 TRF V6 20th Century Coming Century 相葉弘樹 はるな愛 （春菜愛） Angelababy （杨颖） Andy Wang (王融寅） 金亨俊 avex tune 觀月亞里沙 m.o.v.e avex globe globe （地球樂團） Binyl records MONKEY MAJIK Jackson vibe blanc. 遠藤舞 （ 美女甜甜圈!!! ） cutting edge 相川七瀨 OLIVIA J Dimension Point 安室奈美惠 LOVE LIFE RECORDS hitomi rhythm zone 更多 ： rhythm zone EXILE （放浪兄弟） m-flo （隕－浮流） 倖田來未 天上智喜 東方神起 舞 mink Ryohei （山本領平） 後藤真希 May J. Sowelu EXO Super Junior Super Junior-K.R.Y. Super Junior-T Super Junior-Happy Super Junior-M Super Junior Donghae & Eunhyuk f(x) SONIC GROOVE SPEED 島袋寬子 （Coco d'Or） 今井繪理子 （elly） 上原多香子 新垣仁繪 （HITOE） MAX 谷村奈南 Fairies YukiRing 柏木由紀 | - 四點鐘（4 PM） - 艾莉亞（Aaliyah）（已故） - 香蕉女皇（Bananarama） - 布藍克與瓊斯（Blank & Jones） - 鼓打槍（Dub Pistols） - 費利高士頓（System F / Ferry Corsten） - 夢幻塑膠機器（FPM） - 教皇合唱團（GREGORIAN） - 章孬玩（Haiducci） - 電融樂團（Hybrid） - 伊曼黛絲（Ive Mendes） - 珍妮佛佩姬（Jennifer Paige） - 糖果盒子（Sweetbox） - 遙遠西方（Way Out West） |

### 華語

#### avex China
- 劉維
- 王菊
- 王霏霏
- 董芷依
- 鱼大叔
- 阿兰·达瓦卓玛
- 徐子未
- 慶憐
- 和馬
- 米卡
- 贊多
- 力丸
- 李澤瓏

## 海外子公司
- 愛貝克思國際控股有限公司（Avex International Holding Corporation）
  - 2016年6月在美國成立。
- 愛貝克思股份有限公司（Avex Taiwan Inc.）
  - 於1998年7月成立。2012年2月，在上海成立全額出資企業愛貝克思文化傳播（上海）有限公司（Avex Shanghai Co., Ltd.），2014年1月事業由Avex Taiwan代管。
- 愛貝克思（亞洲）有限公司（Avex Asia Pte Ltd）
  - 2013年7月在新加坡成立，原名為Avex International Holdings Singapore Pte Ltd。
- 爱贝克思（北京）文化传媒有限公司（Avex China Inc.）
  - 於2018年1月成立。
- 愛貝克思香港有限公司（Avex Hong Kong Limited）
  - 於2018年2月成立。
- 愛貝克思夏威夷（Avex Hawaii, Inc.）
  - 於2014年1月1日成為休眠公司。

## 夏日企劃・活動

### a-nation
1993年開始，每年夏天舉辦的大型企劃・活動。演出者為集團成員裡的藝人。
- 1993年：avex rave '93
- 1994年：avex rave '94
- 1995年：avex daNce Matrix '95
- 1996年：avex dance net '96
- 1997年：avex dance carnival '97
- 1998年：avex non-stop 150h in velfarre
- 1999年：avex 夏祭り '99
- 2000年：avex summer paradise 2000
- 2001年：avex rave 2001
- 2002年：a+nation
此年開始，日本國內多數會場開始移往室外，且正式定名a-nation。
- 2003年：a-nation '03
- 2004年：a-nation '04
- 2005年：a-nation '05
- 2006年：a-nation '06 powered by ウイダーinゼリー
- 2007年：a-nation '07 powered by ウイダーinゼリー
- 2008年：a-nation '08 powered by ウィダーinゼリー
- 2009年：a-nation '09 powered by ウィダーinゼリー
- 2010年：a-nation '10 powered by ウィダーinゼリー
- 2011年：a-nation for Life 10th anniversary powered by ウィダーinゼリー
- 2012年：a-nation '12 powered by ウィダーinゼリー

## 事件

### 澀谷109宣傳事件
2009年4月7日，愛貝克思旗下藝人濱崎步于東京澀谷著名的商業設施109百货前宣傳自己新發售的書籍，但由於是臨時舉辦的活動，事前沒有申請許可，當日在現場曾經高達數千人聚集，有一部分路人更被逼出人行道外，造成人車爭路的危險。後來日本警方證實，該次活動並沒有申請道路使用許可，並以違反道路交通法的名義對愛貝克思公司總部進行了搜查。最後愛貝克思與舉辦該活動的广告代理商被行政處罰罰款5万日元。

### 管理層變動事件
2004年7月，愛貝克思集團内部發生了因高層調動引起的「管理層内訌事件」。事緣當時的集團董事長兼會長依田巽於7月30日召開了一次董事會議，並在會上以“利益冲突”為理由動議解除子公司愛貝克思管理代表千葉龍平的職務。在會上，除了時任执行董事的愛貝克思創立者松浦勝人以外，所有董事都投下了贊成票。而松浦爲了支持千葉，反過來提出動議要解除依田巽的董事長職務。結果議案只獲得了千葉和松浦二人支持而遭到否決。其後，依田向松浦表示，希望他能接替千葉出任子公司代表一職，但卻遭到松浦拒絕，松浦更于8月1日與千葉一起提出請辭。此舉導致大量視松浦為恩師的歌手與樂團，如濱崎步，大無限樂團，hitomi，SPEED及小事樂團等，以及支持松浦的員工紛紛要求辭職。翌日，愛貝克思公司股價立即大跌逾10%。愛貝克思最後屈服於一衆歌手的要求下，收回辭退松浦勝人的決定。
於2001年度愛貝克思的公司財報中顯示，公司約40%的收入都來自濱崎步，而當時依田社長也曾經指出，過度依賴一位歌手作爲公司主要收入來源有違现代投资组合理论，使公司不能健全地發展。其後在此次事件中，濱崎步的表態最終成為了決定性的打擊，亦使愛貝克思公司的股價暴跌，並使母公司不斷收到來自股東的抗議，愛貝克思的營運狀態亦陷入混亂。後來，愛貝克思開始投放更多資源于宣傳同公司的其他藝人，如大塚愛、倖田來未、EXILE等，而他們在2000年代中期的人氣也使愛貝克思過度依賴濱崎步的情況消失。

### 就台湾地位的态度
2021年3月30日，有中國網友发现，愛貝克思在官网上发布的文章中出现了“台湾是一个亲日的国家”（台湾は親日の国ですし）字样，一篇文章将韩国、中国和台湾并列，愛貝克思台灣分公司的页面出现了“中华民国”的字样，于是一些网友开始在社交平台上爆料。次日，中国共产主义青年团中央委员会和《环球时报》报道了此事。4月1日，新华社旗下的《半月谈》杂志就此事发表评论，称“在华经营应该恪守一个中国原则”。
3月31日，爱贝克思中国的官方微博发文表示「我社官網中所刊載的2018年高層人員訪問不能代表我社官方立場,對此造成的影響,我社誠摯道歉。目前網頁內容已經刪除,今後我社將杜絕此類不当言論出現,真的非常抱歉。」。

## 外部連結
- 愛貝克思企業網站 （页面存档备份，存于）（日語）（英文）（简体中文）
- avex portal（愛貝克思日本行銷網站） （页面存档备份，存于）（日語）
- 台灣愛貝克思 （页面存档备份，存于）（繁體中文）
- 台灣愛貝克思的Facebook專頁
- YouTube上的台灣愛貝克思頻道